# Ringbeutler
Die Ringbeutler oder Ringelschwanzbeutler (Pseudocheiridae) sind eine Familie der Beuteltierordnung der Diprotodontia. Ihren Namen verdanken sie dem zum Klettern verwendeten Ringelschwanz. Sie sind eng verwandt mit den Gleitbeutlern und wurden früher mit ihnen in eine Familie gestellt. Die Unterschiede zu diesen liegen vor allem in der unterschiedlichen Zahnstruktur. Die Familie der Ringbeutler umfasst sechs Gattungen mit 20 Arten.

## Verbreitung
Ringbeutler kommen zu einem Großteil in Australien und auf Neuguinea vor. 

## Beschreibung
Ringbeutler sind mittelgroße Beuteltiere, die großteils an das Baumleben angepasst sind. Dazu dienen der Greifschwanz und zwei „Daumen“ (zwei Zehen der Vordergliedmaßen sind, wie beim Koala, den anderen gegenübergestellt und ermöglichen einen sicheren Griff an den Ästen). Der Schwanz ist meist ebenso lang wie der Körper und an der Unterseite unbehaart. Der Kopf ist kurz, die Ohren sind klein und rund. Ihr Fell ist weich und wollig, an der Oberseite meist grau oder braun und an der Unterseite gelblich bis weiß. Sie erreichen eine Kopfrumpflänge von 20 bis 48 cm und ein Gewicht von 0,7 bis 2 kg. Die Riesengleitbeutler haben eine Gleitmembran entwickelt, mit Hilfe derer sie Gleitflüge zwischen den Ästen unternehmen können.

## Lebensweise
Die Ringbeutler sind nachtaktive Tiere. Mit Ausnahme des Felsen-Ringbeutlers, der felsiges Terrain bewohnt, sind alle Baumbewohner, die zum Teil kaum auf den Boden kommen. Den Tag verbringen sie in Baumhöhlen oder Blätternestern (oder im Fall des Felsen-Ringbeutlers in Höhlen oder Felsspalten) verborgen, um in der Nacht auf Nahrungssuche zu gehen.

## Ernährung
Ringbeutler sind Pflanzenfresser, die sich vorwiegend von Blättern ernähren. Daneben nehmen sie gelegentlich auch Blüten und Früchte zu sich.

## Fortpflanzung
Ringbeutler haben nach hinten geöffnete Beutel mit zwei oder vier Zitzen. Es kommen aber nur ein oder zwei Junge zur Welt, die bis zu 6 Monate im Beutel verbringen, sieben bis zehn Monate gestillt werden und im 2. Lebensjahr geschlechtsreif werden.
Ihre Lebenserwartung beträgt vier bis fünf Jahre, vom Riesengleitbeutler wird ein Alter von bis zu 15 Jahren berichtet.

## Gefährdung
Die Abholzung der Wälder stellt sicher die größte Gefahr für die Ringbeutler dar. Zwei der 20 Arten werden von der IUCN als gefährdet eingestuft. Für viele nur auf Neuguinea lebende Arten fehlen jedoch zuverlässige Daten.

## Gattungen
Die Ringbeutler werden in folgende fünf Gattungen unterteilt:
- Ringelschwanz-Kletterbeutler (Pseudocheirus)
- Neuguinea- und Queensland-Ringbeutler (Pseudochirulus)
- Grüne Ringbeutler (Pseudochirops)
- Lemuren-Ringbeutler (Hemibelideus lemuroides)
- Riesengleitbeutler (Petauroides)

Das Kladogramm der Ringbeutler sieht folgendermaßen aus:
|  | Lemuren-Ringbeutler (Hemibelideus) |
|  |                                    |
|  | Riesengleitbeutler (Petauroides)   |
|  |                                    |

| Pseudochiropinae | Grüne Ringbeutler (Pseudochirops) |
|                  | Grüne Ringbeutler (Pseudochirops) |
| Pseudocheirinae  | \| \| Ringelschwanz-Kletterbeutler (Pseudocheirus) \| \| \| \| \| \| Neuguinea- und Queensland-Ringbeutler (Pseudochirulus) \| \| \| \| |
|                  | \| \| Ringelschwanz-Kletterbeutler (Pseudocheirus) \| \| \| \| \| \| Neuguinea- und Queensland-Ringbeutler (Pseudochirulus) \| \| \| \| |
|                  | Ringelschwanz-Kletterbeutler (Pseudocheirus)                                                                                            |
|                  | |
|                  | Neuguinea- und Queensland-Ringbeutler (Pseudochirulus)                                                                                  |
|                  | |

|  | Ringelschwanz-Kletterbeutler (Pseudocheirus)           |
|  |                                                        |
|  | Neuguinea- und Queensland-Ringbeutler (Pseudochirulus) |
|  |                                                        |

|  | Lemuren-Ringbeutler (Hemibelideus) |
|  |                                    |
|  | Riesengleitbeutler (Petauroides)   |
|  |                                    |

| Pseudochiropinae | Grüne Ringbeutler (Pseudochirops) |
|                  | Grüne Ringbeutler (Pseudochirops) |
| Pseudocheirinae  | \| \| Ringelschwanz-Kletterbeutler (Pseudocheirus) \| \| \| \| \| \| Neuguinea- und Queensland-Ringbeutler (Pseudochirulus) \| \| \| \| |
|                  | \| \| Ringelschwanz-Kletterbeutler (Pseudocheirus) \| \| \| \| \| \| Neuguinea- und Queensland-Ringbeutler (Pseudochirulus) \| \| \| \| |
|                  | Ringelschwanz-Kletterbeutler (Pseudocheirus)                                                                                            |
|                  | |
|                  | Neuguinea- und Queensland-Ringbeutler (Pseudochirulus)                                                                                  |
|                  | |

|  | Ringelschwanz-Kletterbeutler (Pseudocheirus)           |
|  |                                                        |
|  | Neuguinea- und Queensland-Ringbeutler (Pseudochirulus) |
|  |                                                        |